# 高橋信行 (検察官)
高橋 信行（たかはし のぶゆき）は、日本の検察官、公証人、弁護士。最高検察庁検事や、松山地方検察庁検事正を務めた。

## 来歴・人物
東京都出身。一橋大学法学部在学中の1973年に旧司法試験合格。1974年大学を卒業し、最高裁判所司法研修所入所。1976年東京地方検察庁検事任官。高松高等検察庁刑事部長を経て、2003年から神戸地方検察庁姫路支部長を務め、姫路市の病院長が高校1年の少女に対する強制わいせつ罪で兵庫県警察に逮捕された事件では、示談成立後に不起訴処分となったが、「証拠はあり、捜査に問題はなかった」とコメントした。2005年最高検察庁検事。同年松山地方検察庁検事正。2007年退官、市川公証人合同役場公証人。2017年公証人退官、弁護士登録（東京弁護士会）、第一中央法律事務所客員弁護士。2019年秋の叙勲で瑞宝中綬章受章。